# Henche (Guadalajara)
Henche ist ein zentralspanischer Ort und eine Gemeinde (municipio) mit nur noch 84 Einwohnern (Stand: 2024) in der Provinz Guadalajara in der Autonomen Region Kastilien-La Mancha. Die Gemeinde gehört zur bevölkerungsarmen Serranía Celtibérica.

## Lage und Klima
Der ca. 830 m hoch gelegene Ort Henche liegt im Norden des südlichen Teils der Iberischen Hochebene (meseta). Die Provinzhauptstadt Guadalajara befindet sich gut 57 km (Fahrtstrecke) westlich. Das Klima im Winter ist gemäßigt, im Sommer dagegen warm bis heiß; die eher geringen Niederschlagsmengen (ca. 425 mm/Jahr) fallen – mit Ausnahme der nahezu regenlosen Sommermonate – verteilt übers ganze Jahr.

## Bevölkerungsentwicklung
| Jahr      | 1857 | 1900 | 1950 | 2000 | 2019 |
| Einwohner | 365  | 286  | 311  | 89   | 104  |

Infolge der Mechanisierung der Landwirtschaft, der Aufgabe bäuerlicher Kleinbetriebe und der daraus resultierenden Arbeitslosigkeit auf dem Lande ist die Einwohnerzahl der Gemeinde seit der Mitte des 20. Jahrhunderts deutlich zurückgegangen (Landflucht).

## Wirtschaft
Die wichtigste Rolle im Wirtschaftsleben der Gemeinde spielt die Landwirtschaft (Ackerbau, Viehzucht sowie Wein- und Olivenanbau), die in früheren Jahrhunderten hauptsächlich der Selbstversorgung diente. Aber auch Kleinhändler und Handwerker ließen sich seit dem ausgehenden Mittelalter im Ort nieder.

## Geschichte
Die Ursprünge des Ortes liegen im Dunkeln; keltisch-iberische, römische, westgotische und selbst maurische Spuren fehlen. Möglicherweise entstand der Ort erst in der Phase der Wiederbesiedlung (repoblación) nach der Rückeroberung (reconquista) der Gebiete südlich des Duero in den Jahren zwischen 1031 und 1085. Er gehörte zunächst zum Verwaltungsbezirk der Comunidad de villa y tierra de Atienza; im Jahr 1434 erhielt er die Stadtrechte (villa), gehörte aber wenige Jahre später zum reichsunmittelbaren Señorio de Cifuentes.

## Sehenswürdigkeiten

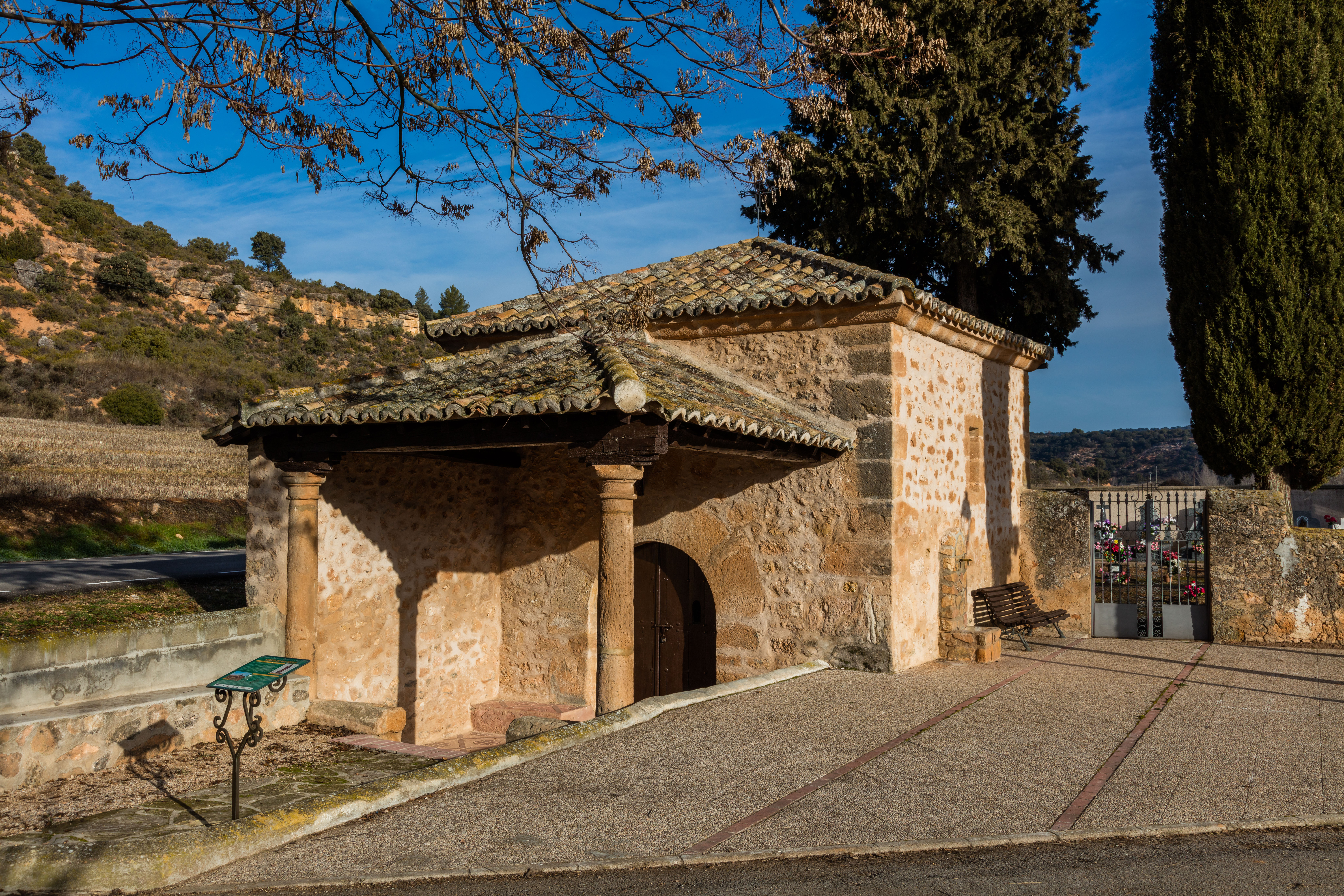
Henche – Ermita de San Roque

- Die größtenteils aus Bruchsteinen (mampostería) erbaute Iglesia de Nuestra Señora de la Asunción entstand im 13./14. Jahrhundert. Die Westseite wird von einem Glockengiebel (espandaña) überhöht; das geringfügig aus der Mauerflucht vortretende und im Scheitel leicht angespitzte Archivoltenportal befindet sich auf der Südseite. Kirchenschiff (nave) und Apsis sind nicht gewölbt, sondern werden von hölzernen Dachstuhl überspannt. Die Kirche birgt einen romanischen Taufstein mit 12 Blendarkaden.[4]
- Im Ort steht ein ehemaliges Backhaus (horno).
- Mehr als 100 Weinkeller (bodegas) wurden in die lehmigen und mit kleinen Steinen durchsetzten Berge am Ortsrand hineingetrieben.[5]
- Beim Friedhof (cementerio) liegt die Ermita de San Roque.

Umgebung
- Knapp 2 km südlich steht die restaurierte und zum längst aufgegebenen Weiler Majanares gehörende Ermita de San Bartolomé.